# Quercus franchetii
Quercus franchetii är en bokväxtart som beskrevs av Sidney Alfred Skan. Quercus franchetii ingår i släktet ekar, och familjen bokväxter. Inga underarter finns listade.

## Bildgalleri

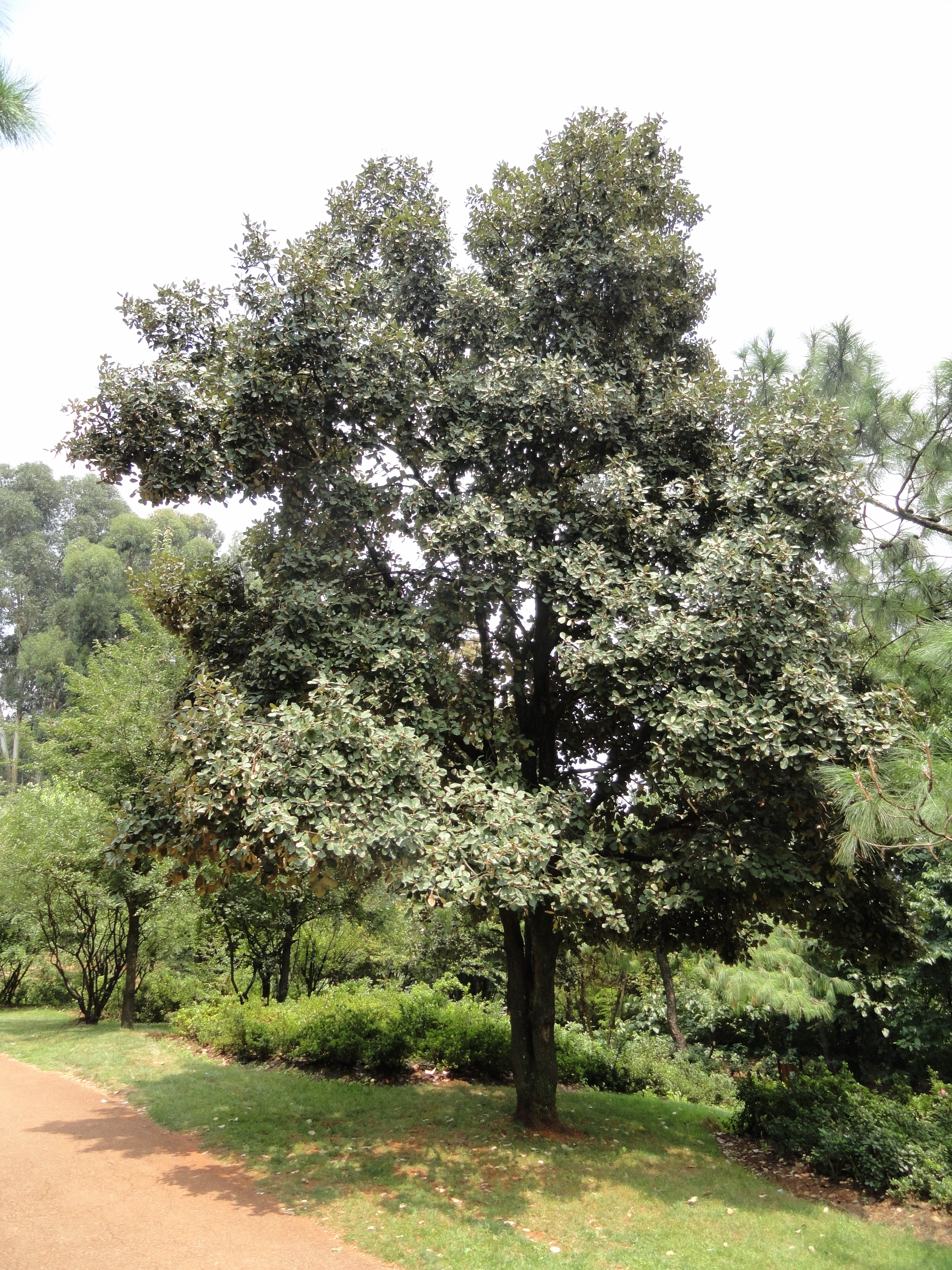